# Miyatanzipa
Miyatanzipa (hethitisch „Wachstumsgenius“) ist eine hethitische Vegetationsgottheit niederen Ranges. Sie erscheint öfters zusammen mit anderen Vegetationsgottheiten, besonders mit Telipinu, mit der Korngöttin Ḫalki oder Immarni.
In einem Mythos ließ die Muttergöttin Ḫannaḫanna drei Quellen entspringen. Über der einen rankte eine Rebe, bei der anderen stand eine Schale und bei der dritten brannte ein Feuer. Miyatanzipa setzte sich zur ersten unter die Weinrebe. Sie gehört auch zu den Gottheiten, die sich der Mythologie zufolge unter dem Weißdornstrauch versammelten, um das Besänftigungsritual für den erzürnten Telipinu vorzunehmen.